# Kalbaskraal
Kalbaskraal è un centro abitato sudafricano situato nella municipalità distrettuale di West Coast nella provincia del Capo Occidentale.

## Geografia fisica
Il piccolo centro abitato sorge a sud-ovest della cittadina di Malmesbury a circa 45 chilometri a nord-est di Città del Capo.

## Storia
Kalbaskraal venne fondata nel 1898 quando lungo la ferrovia tra Malmesbury e Città del Capo venne aperto un passaggio a livello.